# レオンハルト・オイラー
レオンハルト・オイラー（Leonhard Euler、1707年4月15日 - 1783年9月18日）は、18世紀の数学者・天文学者（天体物理学者）である。
当時の数学界の中心的人物となり、19世紀へと続く厳密化・抽象化時代の礎を築いた。右目を失明していたことから「数学のサイクロプス（単眼の巨人）」とも呼ばれた。さらに後には、数学の研究に没頭し過ぎたあまり左目も失明したが、その後も亡くなるまで研究をやめることはなかった（後述）。

## 概要・生涯
1707年、スイスのバーゼルに生まれる。オイラーの父も数学の教育を受けた人物であったが、オイラーには自分の後を継いで牧師になることを望んでいた。1720年にはバーゼル大学に入学し哲学を学んだが、ここで数学者ヨハン・ベルヌーイに出会って数学の才能を見出された。1724年には神学の道へと一旦進んだものの、オイラー自身は数学に強い興味を抱いており、またその才能を見込んだベルヌーイが両親を説得したため、数学専攻へと転じることとなった。
1727年、オイラーはロシア帝国でサンクトペテルブルクの科学学士院に赴任した。この地で、師のヨハンの子であるダニエル・ベルヌーイの同僚となった。オイラー自身は、1733年にベルヌーイがスイスに帰った後も、サンクトペテルブルクにとどまり続けた。1734年には画家ゲオルク・グゼルの娘カタリーナ・グゼルと結婚し、1735年、数論の未解決問題だったバーゼル問題を解決したことで有名になった。しかし、1738年には片目を失明し、さらに帝政ロシアの政情不安によって、研究生活は不安定になった。
1741年、プロイセン王国のフリードリヒ2世の依頼でベルリン・アカデミーの会員となり、ドイツへ移住した。オイラーはここでも高い業績を上げ、『無限解析入門』 "Introductio in analysin infinitorum" と『微分学教程』 "Institutiones calculi differentialis" という2冊の数学書を出版した。
また、オイラーはアンハルト＝デッサウ公女の教育のために自然科学の入門書を執筆し、その後、この著作は『自然科学の諸問題についてのドイツ王女へのオイラーの手紙』 "Lettres à une Princesse d'Allemagne sur divers sujets de physique et de philosophie" として出版された。この本は欧米で一般の読者を対象にした科学書として広く読まれ、オイラーの最も有名な著書となった。なお、当時のベルリン・アカデミーには近代科学にも明るい哲学者のヴォルテールもいたが、二人が親密になることはなかった。
啓蒙君主を自認するエカチェリーナ2世が帝位につき、1766年にオイラーは再びサンクトペテルブルクに戻り、ここで厚遇を受けた。しかし、1738年ごろより視力が低下し、1771年ごろ（1766年とする説もある）には両目を完全に失明した。両目の失明後は、オイラーの口述を子どもたちが筆記して、論文に仕上げたという。失明後もオイラーの研究意欲が衰えることは全くなく、同僚の教授たちに自分の論文を読んでもらい、内容に間違いがないか確認し、脳内で「執筆」した論文を口述筆記してもらうことで多数の論文を生産した。1783年に76歳で亡くなるその日まで精力的な研究活動を続け、人類史上最多とも言われる膨大な量の論文や著書を遺した。墓所はサンクトペテルブルクにあり、アレクサンドル・ネフスキー大修道院にロシア各界の著名者らとともに埋葬されている。

## 業績

### 解析学

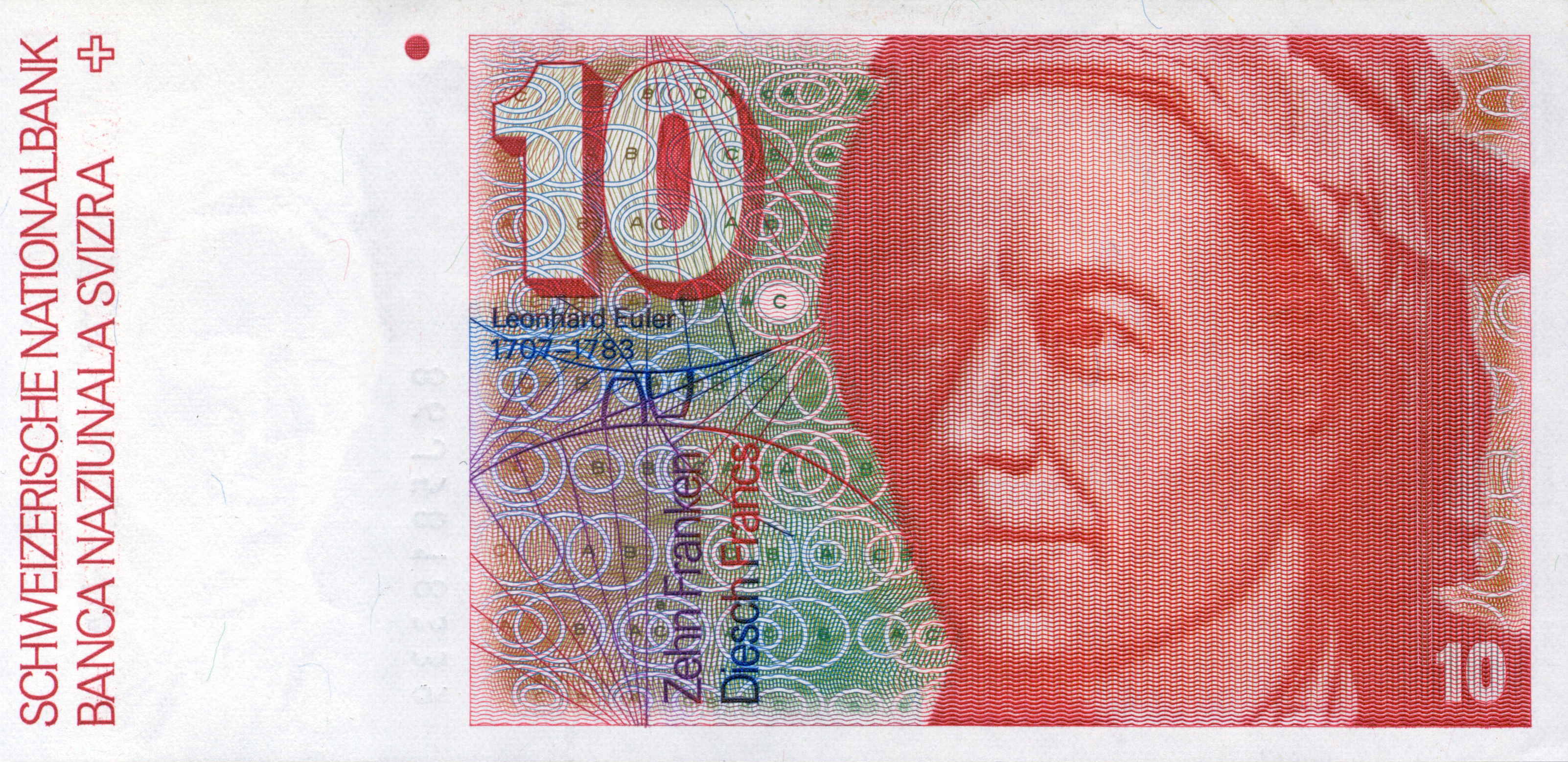
スイスの第6次紙幣の10フラン紙幣

解析学（無限小解析）においては膨大な業績があり、微分積分の創始以来最もこの分野の技法的な完成に寄与したとされる。級数や連分数、母関数の方法、補間法・近似計算、特殊関数、微分方程式、多重積分、偏微分法など、古典的な解析学のあらゆる領域において基礎から応用に至る広い業績があり、自身の発見を教科書を通し広く一般に普及させた。量の膨大さのため、彼の解析学における仕事（いわば公式の一つ一つ）は、彼の業績として完全には伝わっている訳ではなかった。たとえば後年、当初は新たな公式の発見とされたことが実はオイラーが為した仕事の再発見に過ぎなかった、ということがしばしば起きた。このような経緯も含めて、彼の名前は指数関数と三角関数の関係を与えるオイラーの公式やオイラー＝マクローリンの和公式、オイラーの微分方程式、オイラーの定数などとして残っている。さらに複素数の変数を積極的に用いて、解析学に限らず数学全分野に大きな業績を残した。

### 数論
フェルマー以降進展がなかった整数論において、ラグランジュの出現までほぼ一人で研究し続け、二次形式や原始根・フェルマーの小定理の拡張など、数々の功績を残した。現在でも、数論的関数の一つであるオイラー関数（オイラーのφ関数）に彼の名前が残っている。
またゼータ関数を初めて扱い（ゼータ関数の名称はリーマンによる）、後に解析的整数論の重要な主題となる重大な結果を得た。彼は1735年にζ(2)=π2/6を求めることに初めて成功し、さらにζ(4) = π4/90、ζ(6) = π6/945、ζ(8) = π8/9450、ζ(10) = π10/93555、ζ(12) = 691π12/638512875 を求めた。また、1737年にはゼータ関数と素数の関係を表すオイラー積の公式を発見し、素数の逆数の和が発散するという新たな結果を得た。さらに超人的な数学的直感に基づいてゼータ関数の負の数における値に意味付けを与えたが、これは後に数学的に正当化された。数の分割の理論においては、母関数の方法の応用が著しく、五角数定理をはじめ様々な組み合わせ論的、あるいは楕円関数論的な恒等式を得た。

### 幾何学
幾何学においては、位相幾何学のはしりとなったオイラーの多面体定理（ただしオイラーは証明を与えていない）や「ケーニヒスベルクの橋の問題」が特に有名である。特性類の一つであるオイラー類は本質的にこのオイラーの多面体定理によって特徴付けられるものである。「ケーニヒスベルクの橋の問題」は一種の一筆書き問題であるが、オイラーはこれに取り組んで一筆書きが可能になるための必要十分条件を求めた。これはグラフ理論の起源となり、今日では一筆書き可能なグラフはオイラーグラフと呼ばれる。解析幾何学でも古代ギリシャのアポロニウスによる円錐曲線の理論を解析幾何学的手法によって近代化をはかっている。

### 数理物理学
数理物理学では、ニュートン力学の幾何学的表現を解析学的に修正して、現代的なスタイルに変更した。
彼は1736年に初めて力をはっきり定義し、解析的な形で運動方程式を与えた。
それ以後、この定式化に基づいて振動弦の問題を論じ、また地球の章動の研究において運動方程式による3体問題の定式化を行った。
そして1755年には流体力学の基礎方程式（連続方程式と運動方程式）を導いて体系化した。
さらに1760年には剛体の力学を論じ、剛体に固定した運動座標系を導入してオイラーの運動方程式を得、これを発展させた。剛体の方位を規定する3つの角は「オイラーの角」と呼ばれている。
ただし、彼は1760年代までニュートンの重力理論を容認できず、デカルトの充満理論・エーテル理論に固執していた。
その他、変分法に関する業績も多い。

### 関数概念の導入
ライプニッツによって定義された関数について、現代では一般的なy=f(x)の形での表現は、1748年のオイラーよるものが初めてである。このような近代的な関数の概念・表現は、物理学などの応用分野でも関数を使いやすいものとした。

## その他
オイラーは人類史上最多の論文を書いたと言われる数学者であり、並の数学者が一生かかって執筆する量の論文をオイラーは毎年のように発表し続けていたとも言われる。彼は平均すると年間800ページを超える論文を執筆しており、短い論文であればわずか30分ほどで書き上げることができたという逸話も伝わっている。
オイラーが執筆した論文は現時点で886編が確認されており、これらの論文は5万ページを超える全集にまとめられて1911年から刊行され続けているが、論文や書簡、原稿をも含むその全集は刊行開始から100年以上が経った現在も未だに完結していない。2005年には書籍としての出版計画は中止され、デジタルフォーマットでのアーカイブ化が進められている。詳細はOpera Omnia Leonhard Eulerを参照。
1980年〜2000年にかけて流通していたスイスの第6次紙幣の10フラン紙幣にはオイラーの肖像を見ることができる。

### カタログ
1830年より、オイラーの作品が個々に出版され始めた。オイラーの曾孫でニコラス・フスの子であるパウル・ハインリヒ・フォン・フスは、62点の未発表の作品を発見し1862年に発表した。1910年から1913年にかけて、グスタフ・エネストレームはオイラーの作品を発表順に並べて識別した。これは現在エネストレーム番号として知られ、オイラーの各作品にE1からE866までの番号が当てられている。オイラーの作品をアーカイブ化する計画がダートマス大学によって開始され、その後アメリカ数学連合に移り、そして2017年現在パシフィック大学に移行されている。